# Марикрус Оливие
Мария де ла Крус Оливие Оберг (на испански: María de la Cruzr Olivie Obergh), по-известна като Марикрус Оливие (на испански: Maricruz Olivier), е мексиканска актриса. Известна е с ролята на Тереса в едноименната теленовела и едноименния игрален филм от 1959 г. и 1961 г. съответно и с ролята на училищната заместник-директорка Лусия във филма Дори вятърът се страхува от 1968 г.
Като театрална актриса тя се откроява със своята гъвкавост в изиграването на отрицателни роли или на саможертвена жена, без да изпитва никакви затруднения.
Сред най-известните филми, в които участва, са Чист живот (1956), Петнадесетгодишна (1960), Моминско парти (1966), Приятелите на богаташите (1967), Есенното желание (1972) и Три жени на кладата (1979).

## Биография и кариера
Мария де ла Крус Оливие Оберг, с кръщелно име Мария де ла Крус Хенара Оберг (на испански: María de la Cruz Genara Obergh), е родена на 19 септември 1934 г. в Теуакан, Пуебла, Мексико, дъщеря на французина Хесус Оливие Миранда и американката Мерседес Оберг де Оливие. Когато пораства, се премества в град Мексико, за да учи литература във Факултета по философия и литература на Националния автономен университет на Мексико, а също така учи актьорско майсторство в продължение на две години в Академия „Андрес Солер“. След като се дипломира като актриса, през 1953 г. тя прави своя актьорски дебют във филма Тези от Пенхамо.
През 1959 г. участва във филма Ангелчета на трапец. През 1962 г. участва в революционния драматичен филм Слънце в пламъци. Актрисата участва в 44 игрални филма.
В телевизията Марикрус Оливие играе в 20 теленовели, като се откроява с участието си в теленовелите Тереса (1959), Две лица има съдбата (1960), Бурята (1967), Не вярвам в мъжете (1969), Усмивката на дявола (1970) и Вивиана (1978). Последното ѝ участие в жанра на теленовелата е през 1982 г. в продукцията В търсене на рая.
На театралната сцена актрисата участва в 17 постановки.

## Личен живот
Въпреки че никога не е потвърждавано от Оливие заради резервирания си начин на живот, се твърди, че е лесбийка и е имала връзка с актрисата и режисьор Беатрис Шеридан. В допълнение, в телевизионната програма Историята зад мита, е коментирано, че актрисата е арестувана по време на акция, която се е състояла на лесбийско парти, и че снимка, на която тя е задържана от полицията, е конфискувана от мексикански политик, който е приятел на актрисата, за да не бъде публикувана във вестниците по онова време.
Марикрус Оливие умира на 50-годишна възраст на 10 октомври 1984 г. в мексиканската столица. Тялото ѝ е кремирано, а прахът е погребан в ниша в парцела на Националната асоциация на актьорите в Градинското гробище, разположено в същия град. В смъртния ѝ акт погрешно е написано, че е на 42 години.